# Parafodina goniosema
Parafodina goniosema är en fjärilsart som beskrevs av George Francis Hampson 1926. Parafodina goniosema ingår i släktet Parafodina och familjen nattflyn. Inga underarter finns listade i Catalogue of Life.